# Filmåret 1900

## Årets filmer
- Hamlet[1]

## Födda
- 1 januari – Mildred Davis, skådespelare.
- 2 januari
  - William Haines, skådespelare.
  - Helge Lunde, norsk regissör, manusförfattare, producent och produktionsledare.
- 21 januari – Elof Ahrle, svensk regissör och skådespelare.
- 22 januari – Ernst Busch, tysk skådespelare, sångare och regissör.
- 30 januari – Martita Hunt, skådespelare.
- 31 januari – Georg Skarstedt, svensk skådespelare.
- 5 februari – Nils Idström, svensk skådespelare, författare och manusförfattare.
- 6 februari – Rudolf Värnlund, svensk författare, dramatiker och manusförfattare.
- 22 februari – Luis Buñuel, spansk filmregissör.
- 26 februari – Jean Negulesco, regissör.
- 3 mars
  - Edna Best, brittisk skådespelare.
  - Fritz Rotter, österrikisk sångtextförfattare, manusförfattare och kompositör.
- 13 mars – Georg Funkquist, svensk skådespelare.
- 1 april – Folke Algotsson, svensk tecknare och skådespelare.
- 5 april – Spencer Tracy, amerikansk skådespelare.
- 14 april – Harry Ahlin, svensk skådespelare.
- 25 april – Elsa Wallin, svensk operettsångerska och skådespelare.
- 22 maj – Brita Öberg, svensk skådespelare.
- 29 maj – Nils Jacobsson, svensk skådespelare.
- 30 maj – Curt Siwers, svensk skådespelare.
- 11 juni
  - Walter Ljungquist, svensk författare, manusförfattare.
  - Jules Sylvain, svensk kompositör, manusförfattare och musiker.
- 6 juli – Einar Malm, svensk författare och manusförfattare.
- 10 juli – Evelyn Laye, skådespelare.
- 16 juli – Sölve Cederstrand, svensk journalist, manusförfattare och regissör.
- 27 juli – Charles Vidor, regissör.
- 8 augusti – Tor Bergström, svensk sångtextförfattare, manusförfattare och kompositör.
- 19 augusti – Colleen Moore, skådespelare.
- 13 september – Gladys George, skådespelare.
- 9 oktober – Alistair Sim, skådespelare.
- 10 oktober – Helen Hayes, amerikansk skådespelare.
- 15 oktober
  - Fritz Feld, skådespelare.
  - Mervyn LeRoy, regissör.
- 17 oktober – Jean Arthur, amerikansk skådespelare.
- 1 november – Rut Holm, svensk skådespelare och sångerska.
- 5 november – Natalie Schafer, skådespelare.
- 10 november – Tore Lindwall, svensk skådespelare.
- 14 november – Hanny Schedin, svensk skådespelare.
- 6 december – Agnes Moorehead, amerikansk skådespelare.
- 8 december – Gillis Blom, svensk skådespelare.
- 17 december – Katina Paxinou, skådespelare.

### Fotnoter
1. ↑  IMDB, läst 29 februari 2012